# Томас Кранмер
Томас або Фома Кранмер (англ. Thomas Cranmer; 2 липня 1489, Ноттінгем — 21 березня 1556, Оксфорд) — перший протестантський архієпископ Кентерберійський, радник англійського короля Генріха VIII.

## Життєпис

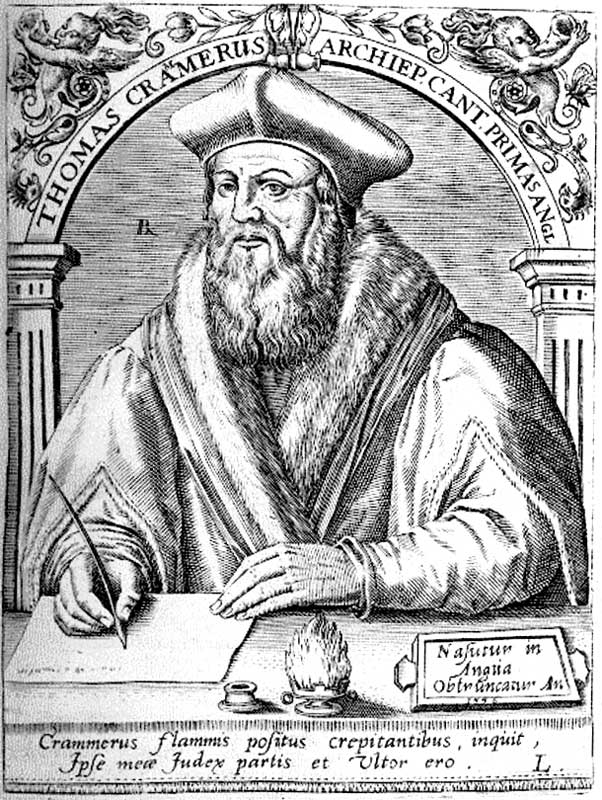

Доктор богослів'я в Кембриджському університеті, потім архієпископ Кентерберійській (з 1533). Сприяв встановленню королівського верховенства в церковних справах (Генріх VIII був в 1534 році проголошений парламентом главою Англіканської церкви), проведенню реформації й секулярізації церковного майна. При Генріху VIII і Едуарді VI Кранмер провів низку церковних реформ у дусі протестантизму, проте повна реорганізація англійської церкви не завершилися.
Після відновлення католицизму при Марії Тюдор Кранмер був звинувачений у державній зраді й запроторений до в'язниці разом з двома іншими єпископами, які його підтримували. Усіх трьох засудили до спалення. Проте католикам дуже хотілося, щоб Кранмер розкаявся і відмовився від своїх переконань. Його примушували до цього, як могли: по-перше, фізично, а по-друге, довго тримали в ув'язненні й перед його очима спалили спочатку одного єпископа, який з ним сидів у в'язниці, а через декілька місяців й іншого. У якийсь момент Кранмер попросив пощади. Але коли йому було поставлено умову, щоб він публічно відрікся від своїх переконань, Кранмер проявив твердість і 21 березня 1556 був спалений на вогнищі як єретик.
У Лондоні поблизу Трафальгарської площі стоїть пам'ятник трьом першим англіканським єпископам, спаленим за часів правління Марії Тюдор.